# Либідська площа
Либідська пло́ща — площа в Голосіївському районі міста Києва, місцевість Нова Забудова. Розташована між Великою Васильківською вулицею, вулицею Джона Маккейна, бульваром Миколи Міхновського, Залізничним шосе, вулицею Антоновича і провулком Руслана Лужевського.

## Історія
Площа виникла в середині XX століття. З середини 1950-х років мала назву площа Дзержинського, на честь радянського партійного та державного діяча Фелікса Дзержинського.
Після здобуття Україною незалежності на деяких мапах часто називалася як Либідська площа (від станції метро «Либідська»), хоча офіційного рішення щодо її перейменування на той момент ще не приймалося.
Сучасна назва — з 2015 року, на честь легендарної сестри засновників Києва на ім'я Либідь.

## Установи та заклади
19 листопада 2012 року на території площі було відкрито найбільший в Україні торговельно-розважальний центр «Океан Плаза».
Також з іншої сторони площі існує торговельний центр «Інтервал-Плаза».

## Пам'ятники та меморіальні дошки
У сквері посередині площі 1967 року було споруджено пам'ятник Чекістам, автори — скульптор Василь Бородай та архітектор Анатолій Ігнащенко. Його було визнано пам'яткою історії місцевого значення 1970 року. На виконання закону про декомунізацію пам'ятник передбачалося демонтувати та передати музею. Натомість 2016 року його було вщент зруйновано із застосуванням важкої будівельної техніки.
У 2024 році за участі президента України Володимира Зеленського, на місці колишнього пам'ятника було відкрито меморіал Пам'яті жертв геноциду кримськотатарського народу.

Колишній пам'ятник чекістам